# 長瀨站 (岐阜縣)
長瀨站（日语：／ Nagase eki */?）是位於岐阜縣揖斐郡谷汲村長瀨（現時：揖斐川町谷汲長瀨），名古屋鐵道谷汲線的鐵道車站（廢站）。

## 歷史
在1926年，谷汲線的前身的谷汲鐵道開設此站。在啟用當時，此站設有列車交會設備。在配合谷汲山華嚴寺十一面觀世音菩薩御開帳，在那時期會設有臨時班次，使此站、北野畑站和稻富站均設有列車交會的情況。在其他時期由於不會使用該設備，因此一度撤走，在再次實施臨時時間表時再次加設該設備。
- 1926年（大正15年）4月6日 - 谷汲鐵道黑野站至谷汲站之間開通，此站啟用[6][7]。
- 1944年（昭和19年）
  - 3月1日 - 谷汲鐵道被名古屋鐵道收購合併，成為名古屋鐵道谷汲線的車站[7]。
  - 日期不詳 - 側線和信號機被撤走[3]。
- 1948年（昭和23年）11月1日前 - 成為無人車站[8]。
- 1950年（昭和25年） - 為了配合舉行御開帳，再次重用列車交會設備[4]。
- 約1975年 - 再次撤走列車交會設備[5]
- 2001年（平成13年）10月1日 - 谷汲線全線廢除，此站也被廢除[9]。

## 車站構造
截至車站廢除前，此站是地面車站，設有1面1線的單式月台。曾經此站設有島式月台。

### 配線圖
| ← 谷汲站        | 長瀨站 站內配線略圖 | → 黑野方向 |
| 图例 参考文献： |                     |            |

## 使用狀況
- 在中提及在1992年度，當時1日平均上下車人次為136人，為除岐阜市內線均一車費區間內各站（岐阜市內線、田神線、美濃町線徹明町站至琴塚站之間）外名鐵所有車站（342站）中排名第329，揖斐線、谷汲線之間（24站）排名第16[1]。

## 車站周邊
車站東邊設有民居，長瀨地區中心位於此站南邊。在華嚴寺舉行祭禮之際，因此鄰站谷汲站周邊會有許多車輛而造成擁擠。因此當時會開放車站的貨場遺址以用作免費停車場。
- 岐阜縣道255號根尾谷汲大野線（日语：岐阜県道255号根尾谷汲大野線）
- 岐阜縣道40號山東本巢線（日语：滋賀県道・岐阜県道40号山東本巣線）

## 相鄰車站
名古屋鐵道
谷汲線
赤石－長瀨－谷汲
- 在1990年前，此站與谷汲站之間曾設有結城站。
- 在1958年前，此站與結城站之間曾設有長瀨茶所站。

## 注腳
1. 1 2  名古屋鐵道廣報宣傳部（編）. . 名古屋鐵道. 1994: 651–653.
2. ↑  大島一朗. . 岐阜新聞社. 2005: 36. ISBN 978-4877970963 （日语）.
3. 1 2  大島一朗. . 岐阜新聞社. 2005: 67. ISBN 978-4877970963 （日语）.
4. 1 2  大島一朗. . 岐阜新聞社. 2005: 70. ISBN 978-4877970963 （日语）.
5. 1 2  大島一朗. . 岐阜新聞社. 2005: 92. ISBN 978-4877970963 （日语）.
6. ↑  「地方鉄道運輸開始」《官報》1926年4月13日（國立國會圖書館數碼化資料）
7. 1 2  . 鄉土出版社. 1997: 220–230. ISBN 4-87670-097-4 （日语）.
8. ↑  名古屋鉄道広報宣伝部（編）. . 名古屋鐵道. 1994: 882 （日语）.
9. ↑  今尾惠介（監修）.  7 東海. 新潮社. 2008: 52–53. ISBN 978-4-10-790025-8 （日语）.
10. 1 2 3  川島令三. . 名古屋北部・岐阜篇 1. 草思社. 1997: 146-147. ISBN 4-7942-0796-4 （日语）.
11. ↑  電氣車研究會，《鐵道畫刊》通卷第473號 1986年12月 臨時增刊号 「特集 - 名古屋鐵道」，附圖「名古屋鐵道路線略圖」